# Le Fils de Chucky
 (novembre 2024).
Si vous disposez d'ouvrages ou d'articles de référence ou si vous connaissez des sites web de qualité traitant du thème abordé ici, merci de compléter l'article en donnant les références utiles à sa vérifiabilité et en les liant à la section « Notes et références ».
Série Chucky
La Fiancée de Chucky
(1998) La Malédiction de Chucky
(2013)
Pour plus de détails, voir Fiche technique et Distribution.
Le Fils de Chucky ou Génération Chucky au Québec (Seed of Chucky) est un film américano-britannico-roumain réalisé par Don Mancini et sorti en 2004. Il s'agit du cinquième volet de la franchise mettant en scène le personnage de Chucky.
Ce cinquième opus se déroule plusieurs années après la mort de Chucky et Tiffany dans La Fiancée de Chucky. Leur progéniture  se lance à la recherche de ses parents après les avoir aperçu à la télévision sur le tournage d'une production hollywoodienne inspirée par leurs meurtres. Après leur résurrection grâce au médaillon qu'avait récupéré l'enfant de Chucky et Tiffany à sa naissance, un dilemme se pose : Chucky veut un fils, Glen, et Tiffany une fille, Glenda. Par ailleurs, alors que Tiffany rêve de transférer son âme dans le corps de l'actrice Jennifer Tilly, Chucky s'est enfin pleinement accepté en tant que poupée tristement célèbre. Un conflit familial déjanté attend ce trio peu ordinaire : ils sont au bord de la rupture.

## Synopsis
Le sperme de Chucky atteint l'ovule de Tiffany, ce qui conçoit un bébé qui se développe au fil du temps. À la fin de la scène, le bébé passe par le canal de la naissance comme on le voit dans le dernier moment de La Fiancée de Chucky.
Six ans plus tard, Glen, le fils de Chucky et Tiffany, fait un terrifiant cauchemar dans lequel il massacre chez eux les parents d'une petite fille. Il vit dans la honte de ce qu'il est, comme mannequin d'un ventriloque violent. Prêt à tout pour connaître ses parents, Glen les voit à la télé, s'échappe et va à Hollywood. Chucky et Tiffany sont d'abord montrés alors qu'ils tuent un homme habillé en Père Noël pour un film. Lors de la recherche de ses parents, qui sont maintenant mannequins dans un des films de Jennifer Tilly, Glen utilise une amulette vaudou qui les ramène à la vie. Chucky et Tiffany retrouvent Glen et comprennent que c'est leur enfant. Tiffany est très contente et le prend dans ses bras. Tiffany et Chucky se disputent quant à savoir si Glen est un garçon ou une fille. Chucky décide de le considérer comme un garçon et Tiffany comme une fille, en l'appelant Glenda.
Quand un marionnettiste, Tony Gardner, prend Tiffany, Chucky et elle lui coupent la tête avec une corde à piano. Jennifer Tilly voit le corps décapité et appelle la police. Glen est horrifié par ce qu'il voit (« Ils sont déments ! ») et leur demande pourquoi ils assassinent les autres, car il estime que la violence est mauvaise. Tiffany et Chucky concluent alors un accord pour ne plus tuer, bien que Chucky croise les doigts.
Jennifer tente d'obtenir un rôle de la Vierge Marie dans le premier film de Redman, mais Redman lui dit qu'elle ne lui convient pas pour ce film, préférant Julia Roberts. Elle l'invite alors chez elle pour l'amadouer. Chucky et Tiffany préparent un plan pour transférer leurs âmes dans Redman et Jennifer, et se trouver un nouvel enfant qui servira pour Glen. Jennifer et Redman commencent à avoir des relations sexuelles, quand Tiffany les assomme. Alors qu'ils sont inconscients, Tiffany insémine à Jennifer du sperme de Chucky. Chucky sort et prend Glen avec lui. Après avoir fait sortir la voiture de Britney Spears de la route, ils vont à la chambre noire d'un photographe. Le photographe, Pete Peters, avait pris des photos de Jennifer ayant des relations sexuelles avec Redman, mais aussi de Chucky se masturbant à côté. Glen essaie d'avertir Peters que Chucky va le tuer, ce qui amène Peters à tomber sur une étagère, renversant un pot d'acide sur lui et le tuant accidentellement. Chucky, joyeux, estime que Glen l'a fait volontairement et prend une photo avec lui et le cadavre brûlé pour fêter l'événement.
Jennifer se réveille le lendemain matin, se rend compte qu'elle est enceinte et essaie de le prouver à Redman, mais il affirme que cela est impossible. Dans la colère, Tiffany déchire ses intestins qui tombent sous la table. Le lendemain, Jennifer est horrifié de se retrouver avec un ventre bien rond. La magie vaudou dont se servent les poupées tueuses a également accéléré la grossesse. Jennifer est ligotée et baillonée par Chucky avec son chauffeur, Stan, qui sert de corps de remplacement pour cause de décès de Redman. L'assistante de Jennifer, Joan, tente de l'aider, mais elle est brutalement tuée par Glen qui a revêtu une forme féminine hystérique. Il est alors révélé qu'il y avait deux âmes dans Glen : Glen et Glenda. Quand il se rend compte de ce qu'il a fait, il se met à pleurer. Chucky révèle également qu'il a tué trois personnes et les avait cachées dans un placard, comme Tiffany l'a fait pour Redman.
Jennifer donne naissance à des jumeaux, un garçon et une fille, et alors que la police tambourine à la porte et que Tiffany et Glen lui hurlent de se dépêcher, Chucky a une révélation : après plusieurs années à être une infâme poupée tueuse, Chucky accepte enfin sa situation. Il ne sera jamais aussi bien que ce qu'il est maintenant et est protégé par l'amulette. Tiffany rejette Chucky et décide de prendre Glen avec elle. Chucky, furieux, grimace qu'on ne le quitte pas et lance un couteau sur Jennifer, mais Stan, qui l'aimait, saute en avant et est poignardé à la poitrine. Avant que Glen ne puisse décider quel bébé posséder, la police arrive, forçant les poupées à fuir. Jennifer est transportée à l'hôpital, mais dit qu'elle veut voir ses bébés. Tiffany donne des médicaments à Jennifer et commence à la posséder, mais Chucky surgit et tue Tiffany à coups de hache. Glen devient enragé par ce qu'il voit, il s'empare de la hache et attaque Chucky en coupant ses membres un par un. Chucky lui affirme qu'il le reconnaît maintenant comme son fils. Glen lui tranche finalement la tête, puis s'effondre dans une dépression nerveuse, Jennifer le réconfortant.
Cinq ans plus tard, à la fête d'anniversaire de Glen et Glenda, une nounou quitte son emploi parce que la fille de Jennifer, Glenda, la regarde avec haine et lui fait peur. Jennifer lui permet de partir, mais la tue quand elle se détourne. Les yeux de Jennifer deviennent ceux de Tiffany, révélant que Tiffany a réussi à posséder le corps de Jennifer. Glen a pris le corps de son fils, et reçoit un étrange cadeau anonyme. Lorsque Glen ouvre le présent, il voit que c'est le bras droit de Chucky. Effrayé, il mouille son pantalon et se retourne pour avertir sa mère. Le bras de Chucky lui saute dessus.

## Fiche technique
- Titre original : Seed of Chucky
- Titre français : Le Fils de Chucky
- Titre québécois : Génération Chucky
- Réalisation : Don Mancini
- Scénario : Don Mancini
- Musique : Pino Donaggio
- Photographie : Vernon Layton
- Montage : Chris Dickens
- Production : David Kirschner, Corey Sienega, Guy J. Louthan, Laura Moskowitz et Vlad Paunescu
- Société de production : Rogue Pictures, David Kirschner Productions, Castel Film Romania et La Sienega Productions
- Distribution : Rogue Pictures (États-Unis), Odeon Films (Canada, 2004), SND (France)
- Pays de production :  États-Unis,  Royaume-Uni,  Roumanie
- Format : couleurs - 1,85:1 - DTS / Dolby Digital / SDDS - 35 mm
- Genre : comédie horrifique (slasher), fantastique
- Budget de production (estimation) : 12 000 000 $[réf. nécessaire]
- Durée : 87 minutes
- Dates de sortie[1] : 
  - États-Unis : 12 novembre 2004
  - Québec : 12 novembre 2004
  - France : 2 mars 2005
- Film interdit aux moins de 12 ans lors de sa sortie en France

## Distribution
- Brad Dourif (VF : William Coryn ; VQ : Thiéry Dubé) : Chucky (voix)
- Jennifer Tilly (VF : Véronique Volta ; VQ : Camille Cyr-Desmarais) : elle-même / Tiffany Valentine (voix)
- Billy Boyd (VF : Alexandre Nguyen ; VQ : Sébastien Reding) : Glen / Glenda (voix)
- Hannah Spearritt (VF : Noémie Orphelin ; VQ : Marie-Josée Normand) : Joan
- Redman (VF : Jean-Paul Pitolin ; VQ : Louis-Philippe Dandenault) : lui-même
- John Waters : Pete Peters
- Keith-Lee Castle (en) : Psychs
- Steve Lawton (VF : Thomas Roditi) : Stan
- Jason Flemyng : le père Noël
- Nicholas Rowe (VF : Adrien Antoine) : l'avocat
- Bethany Simons-Danville : Claudia
- Stephanie Chambers (en) : la mère de Claudia
- Simon James Morgan : le père de Claudia
- Rebecca Santos : Fulvia
- Tony Gardner (en) : lui-même
- Guy J. Louthan : Don Mancini
- Nadia Dina Ariqat : Britney Spears

 Source et légende : version française (VF) sur RS Doublage et AlloDoublage.

## Production
Le 18 octobre 1998, la production d'une suite au film La Fiancée de Chucky démarre. Le film s'intitule au départ Son of Chucky en anglais. Le réalisateur du film précédent, Ronny Yu, ne peut revenir pour cette suite par souci d'emploi du temps.
Don Mancini, scénariste et producteur de la saga, écrit un premier scénario inspiré du film Louis ou Louise de 1953. Le scénariste devient finalement le réalisateur de cette suite et décide d'écrire le film comme une comédie horrifique.
Le studio de cinéma Universal Pictures (qui a produit les trois derniers films - à l'exception du premier), n'est pas satisfait par le scénario et le qualifie de "trop gay" pour le grand public, le studio pensant que le film serait un film d'horreur traditionnel.
Le studio Focus Features, intéressé par le scénario, décide de lancer la production mais en créant au passage un nouveau label de distribution : Rogue Pictures.
Le Fils de Chucky est tourné en Roumanie aux Studios Castel, un des plus grands plateau de tournage à l'époque.

## Bande originale
- Carol of the Bells, composé par Rick Rhodes et Susan Fink
- Cut It Up, interprété par Fredwreck
- Get Your Hands Up, interprété par Full Blown Rose et Jo Conigliaro
- Little Green Men, interprété par Headland
- One Way or Another, interprété par Full Blown Rose et Jo Conigliaro
- Smack Wham, interprété par Fuse
- Tell Me That You Need Me, interprété par Whitney Jordan
- Get It, Get It, interprété par Annie Wolfson

## Accueil
- Box-office :
  - Nombre d'entrées en France : 176 516
  - Recettes USA : 17 083 732 $
  - Recettes mondiales : 24 829 644 $

## Distinctions
- Nomination au prix du meilleur film, lors du Festival international du film de Catalogne 2004.
- Nomination au prix de la performance la plus effrayante pour Jennifer Tilly lors des MTV Movie Awards 2005.

## Autour du film
- Les accroches sont « Mange ta soupe ou Papa va se fâcher ! » et « La famille s'agrandit ! »
- La femme de l'homme que Tiffany appelle pour s'excuser est la veuve du policier qu'elle avait tué au début de La Fiancée de Chucky.
- Ne réussissant pas à déterminer le sexe de leur enfant, Chucky et Tiffany le nomment Glen ou Glenda, référence au film Louis ou Louise (Glen or Glenda), réalisé par Ed Wood en 1953 et où le cinéaste lui-même interprétait un travesti connu en tant que Glen ou Glenda.
- Le mot anglais seed qui veut dire graine ou semence est là pour appuyer sur le fait que le sexe de l'enfant est indéterminé. Le titre français ne prend qu'une partie du sens du titre original et dévoile ainsi la fin de l'intrigue, bien que Glen/Glenda se comporte par défaut de manière masculine.
- L'affiche officielle du film est un détournement de la célèbre fresque La Création d'Adam par Michelangelo Buonarroti. Chucky y remplace Dieu et Glen/Glenda dans un berceau remplace Adam. Une autre affiche montre un gros plan sur l'œil de Glen/Glenda.
  - L'affiche française montre Chucky à travers un trou dans une porte, telle la couverture du film Shining.
  - Une affiche promotionnelle détourne la peinture American Gothic par Grant Wood. Chucky y remplace le fermier, Tiffany sa femme et Glen/Glenda est dans un sac porté par une cigogne dans le ciel, pointant son doigt comme dans l'autre affiche.
- Dans l'introduction, Glen/Glenda assassine une femme dans sa douche, d'une manière qui est une référence évidente à la scène de la douche de Psychose. Une autre référence à ce film est Glen qui devient Glenda, folle et diabolique, en portant robe et perruque.
  - Par ailleurs, la séquence entière de Glen/Glenda allant à travers la maison pour assassiner la famille est fondée sur l'introduction de Halloween, la nuit des masques.
- Vers la fin, il y a une référence à Shining : Chucky casse une porte à coup de hache et montre son visage envers le trou causé, montrant un air diabolique, tel Jack Torrance (Jack Nicholson).
- Glen/Glenda n'est ni une fille, ni un garçon : le pantalon baissé, on ne voit qu'un être androgyne, sans orifice pour uriner. On peut penser qu'il s'urine dessus avec son nombril, seul orifice visible puisqu'il est né naturellement.
- Nadia Dina Ariqat joue le rôle de Britney Spears dans le film, elle dépasse Chucky et Glen/Glenda en voiture et leur fait un doigt d'honneur avant que Chucky ne la percute et la pousse dans un ravin en disant Oops !... I did it again (titre d'un album et d'un single de la chanteuse).
- L'ouverture du film rappelle celle du film Allô maman, ici bébé.

## Nos vacances en famille
Dans le bonus du DVD original français, intitulé Nos vacances en famille, Chucky, Tiffany et Glen sont sur un canapé dans leur maison familiale et regardent un diaporama de leurs vacances dans des endroits différents. La quasi-totalité de ces endroits comportent des preuves que Chucky y a tué quelqu'un. Cela agace Tiffany, et Glen se sent mal. Le spectacle se termine par un livreur de pizza à la porte qui parle par l'interphone à Chucky. Il dit qu'il a laissé son portefeuille dans le garage avec ses outils électriques et lui demande de venir avec lui. Le livreur suit assez naïvement Chucky et souffre moins des mains de Chucky que d'une tronçonneuse. Chucky parle de son passé avec Glen, mentionnant ses rencontres avec Andy Barclay (Jeu d'enfant, Chucky, la poupée de sang et Chucky 3), et Jesse et Jade (La Fiancée de Chucky), et lui dit qu'un jour ils finiront par se retrouver.